# Roy Rogers

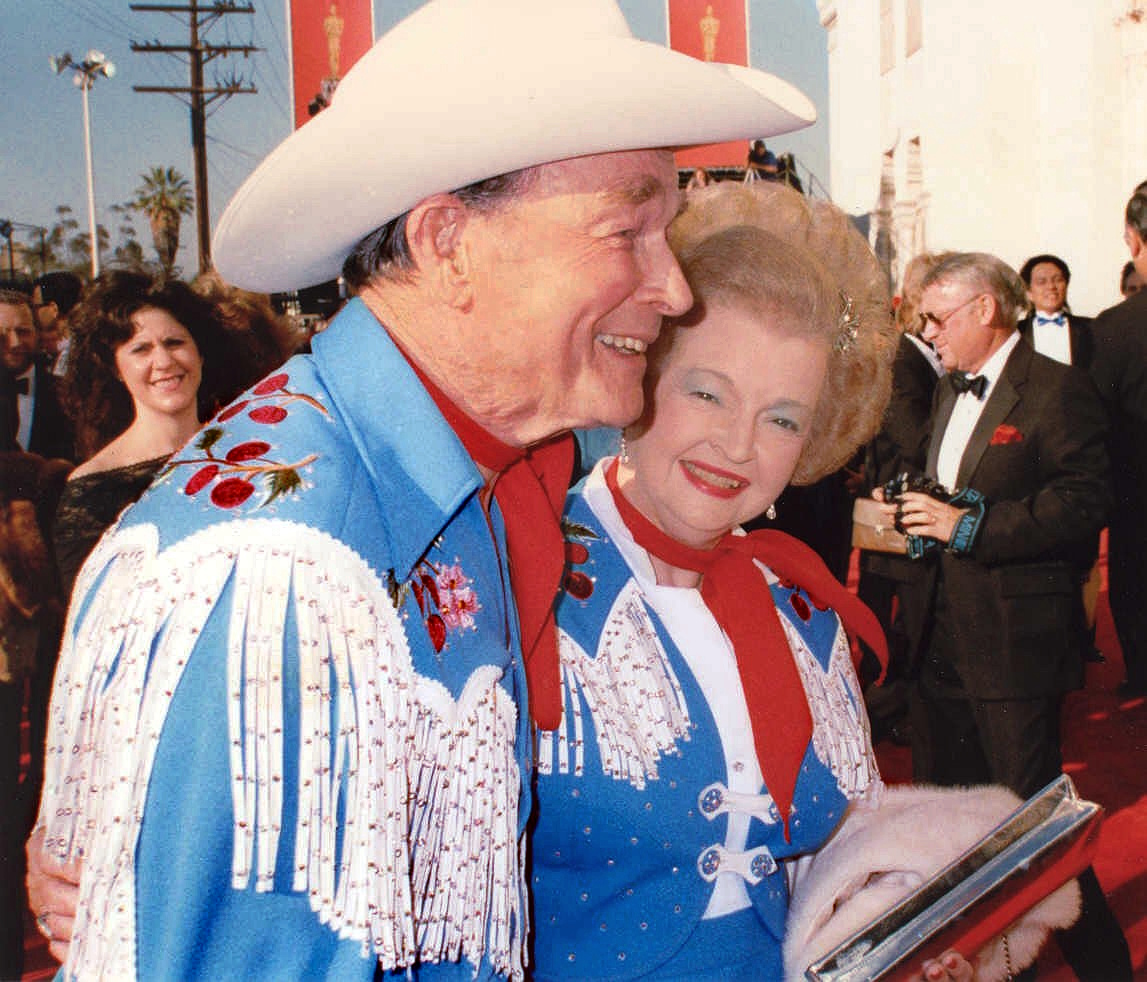
Roy Rogers și Dale Evans la a 61-a ediție a Premiilor Oscar în 1989.

Roy Rogers, numele la naștere Leonard Slye, (n. 5 noiembrie 1911, Cincinnati, Ohio, SUA – d. 6 iulie 1998, Apple Valley⁠(d), California, SUA) a fost un cântăreț de muzică country, crooner și actor, care a fost cel mai bine cunoscut sub numele de „King of the Cowboys” jucând în numeroase westernuri între 1938 și 1953. În calitate de fondator al trupei Sons of the Pioneers, el a fost una dintre vedetele muzicii country. A apărut în peste 100 de filme și în numeroase episoade de radio și televiziune din The Roy Rogers Show. În multe dintre filmele și episoadele sale de televiziune, a apărut împreună cu soția sa, Dale Evans, cu Trigger, calul său de rasă Palomino, și ciobănescul german, Bullet.
Rolurile sale timpurii au fost parțial necreditate, făcând parte din filmele colegului său, cântărețul cowboy Gene Autry. În aparțiile sale avea de obicei un acompaniator, adesea Pat Brady, Andy Devine, George „Gabby” Hayes sau Smiley Burnette. În ultimii ani, și-a „împrumutat” numele lanțului de francize al Restaurantelor Roy Rogers.

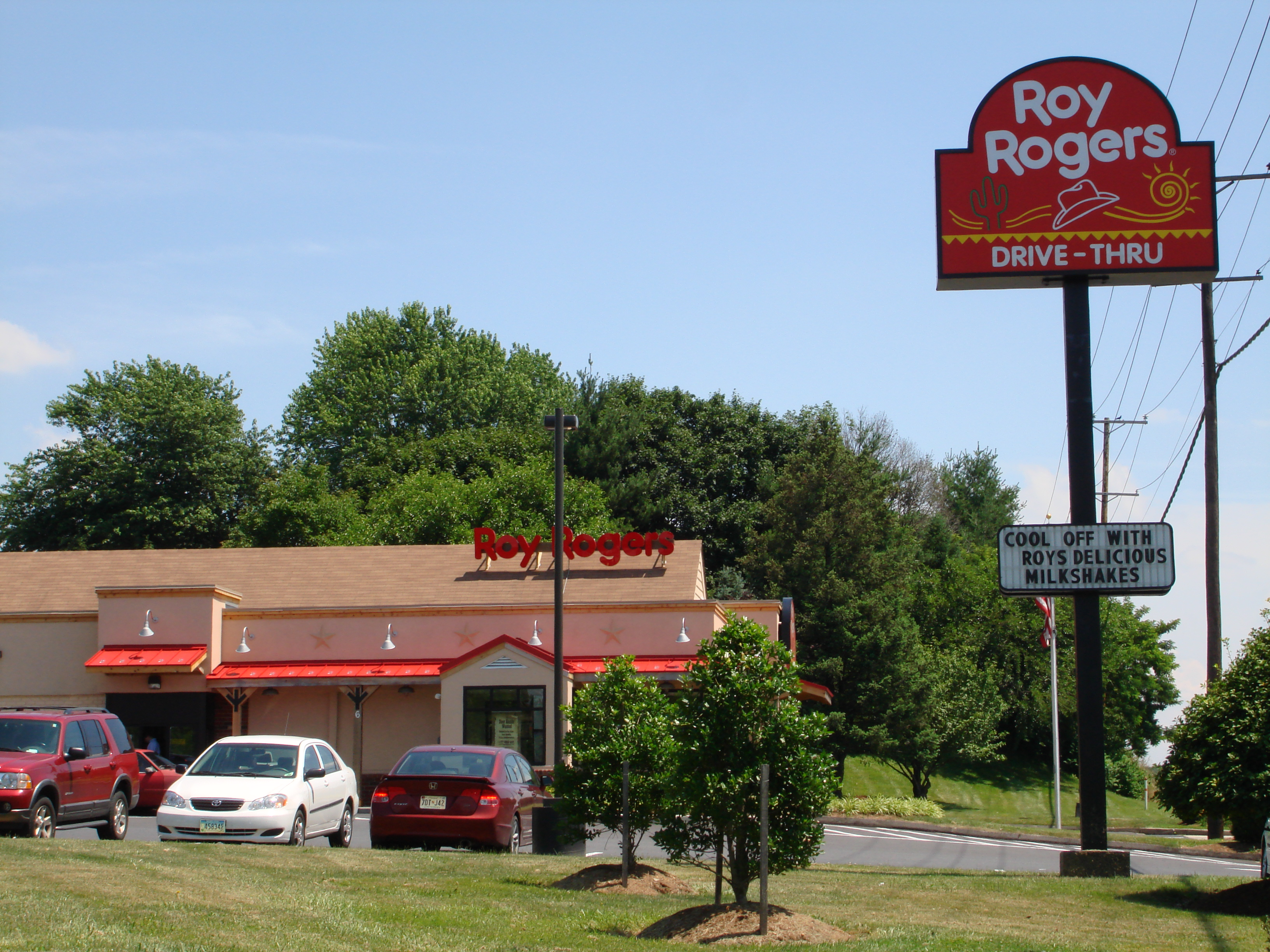
Roy Rogers Restaurant în Westminster, Maryland

## Filmografie selectivă
- 1938 Shine On, Harvest Moon, regia Joseph Kane
- 1940 The Carson City Kid, regia Joseph Kane
- 1940 Poruncă întunecată (The Dark Command), regia Raoul Walsh
- 1941 Sheriff of Tombstone, regia Joseph Kane
- 1944 The Yellow Rose of Texas, regia Joseph Kane
- 1946 Heldorado, regia William Witney
- 1951 Pals of the Golden West, regia William Witney
- 1952 Fiul Feței Palide (Son of Paleface), regia Frank Tashlin
- 1975 Mackintosh and T.J., regia Marvin J. Chomsky
- 1979 Vestul sălbatic (The Wild West), regia Laurence Joachim

## Legături externe
- Roy Rogers la Internet Movie Database